# Wrocławski Klub Sportowy Śląsk Wrocław (pallacanestro)
Lo Śląsk Wrocław è una società cestistica avente sede a Breslavia, in Polonia. Fondata nel 1947, gioca nel campionato polacco.
Gioca le partite interne nell'Hala Orbita, che ha una capacità di 3.000 spettatori.

## Roster 2021-2022
Aggiornato al 17 agosto 2021.
|    | Naz.                                       | Ruolo | Sportivo             | Anno | Alt. | Peso | Note |
| -- | ------------------------------------------ | ----- | -------------------- | ---- | ---- | ---- | ---- |
| 2  | Polonia (bandiera)                         | P     | Łukasz Kolenda       | 1999 | 195  | 85   |      |
| 3  | Polonia (bandiera)                         | G     | Jakub Karolak        | 1993 | 196  | 91   |      |
| 4  | Polonia (bandiera)                         | P     | Paweł Strzępek       | 2000 | 194  |      |      |
| 5  | Stati Uniti (bandiera)                     | G     | Justin Bibbs         | 1996 | 196  | 100  |      |
| 6  | Austria (bandiera) · Serbia (bandiera)     | G     | Luka Ašćerić         | 1997 | 201  | 89   |      |
| 7  | Polonia (bandiera)                         | P     | Kacper Gordon        | 2002 | 188  |      |      |
| 8  | Polonia (bandiera)                         | C     | Maciej Bender        | 1997 | 211  | 116  |      |
| 10 | Polonia (bandiera)                         | AG    | Jan Wójcik           | 1999 | 206  | 100  |      |
| 11 | Polonia (bandiera)                         | AG    | Aleksander Dziewa    | 1997 | 205  |      |      |
| 13 | Serbia (bandiera)                          | P     | Strahinja Jovanović  | 1996 | 188  | 79   |      |
| 14 | Guyana (bandiera) · Stati Uniti (bandiera) | C     | Cyril Langevine      | 1998 | 203  | 102  |      |
| 15 | Polonia (bandiera)                         | AG    | Michał Gabiński      | 1987 | 201  | 102  |      |
| 16 | Polonia (bandiera)                         | AP    | Michał Sitnik        | 2000 | 198  | 99   |      |
| 18 | Polonia (bandiera)                         | A     | Szymon Tomczak       | 1998 | 201  |      |      |
| 21 | Polonia (bandiera)                         | AP    | Maksymilian Zagórski | 1999 | 198  |      |      |
| 22 | Polonia (bandiera)                         | G     | Kacper Marchewka     | 2002 | 192  |      |      |
| 27 | Croazia (bandiera)                         | AP    | Ivan Ramljak         | 1990 | 203  | 90   |      |
|    | Stati Uniti (bandiera)                     | G     | Kodi Justice         | 1995 | 199  | 86   |      |
|    | Turchia (bandiera)                         | AG    | Kerem Kanter         | 1995 | 208  | 109  |      |

## Palmarès
- Campionato polacco: 18

1964-65, 1969-70, 1976-77, 1978-79, 1979-80, 1980-81, 1986-87, 1990-91, 1991-92, 1992-93, 1993-94, 1995-96, 1997-98, 1998-99, 1999-2000, 2000-01, 2001-02, 2021-22
- Coppa di Polonia: 14

1957, 1959, 1971, 1972, 1973, 1977, 1980, 1989, 1990, 1992, 1997, 2004, 2005, 2014
- Supercoppa polacca: 3

1999, 2000, 2024